# Parapristipoma
Parapristipoma és un gènere de peixos pertanyent a la família dels hemúlids.

## Descripció
- Ulls grossos.
- Preopercle recte i serrat.
- Boca bastant grossa i obliqua.
- Mandíbula inferior sortint.
- Dents fortes, còniques, lleugerament corbades i en diverses fileres.
- Escates petites.
- Nombre de vèrtebres: 27.[2]

## Taxonomia
- Xerla vera (Parapristipoma humile) (Bowdich, 1825)[3]
- Parapristipoma macrops (Pellegrin, 1912)[4]
- Xerla ratllada (Parapristipoma octolineatum) (Valenciennes, 1833)[5]
- Parapristipoma trilineatum (Thunberg, 1793)[6][7][8][9][10][11][12][13]